# Église d'Oscar
L'église d'Oscar (en suédois : Oscarskyrkan) est une église située dans le quartier de Östermalm à Stockholm en Suède.  

## Situation
L'église d'Oscar est située dans le quartier de Stallmästaren au carrefour Narvavägen 6 / Fredrikshovsgatan 1 a proximité du pont Djurgårdsbron. 
L'église porte le nom du roi de Suède Oscar II.
L'église, conçue par l'architecte Gustaf Hermansson, a été construite entre 1897 et 1903 et la première pierre de l'église a été posée par Oscar II lui-même.
L'église fut consacrée en 1903.
L'église peut accueillir 1 200 personnes, a une tour de 80 mètres de haut dans la partie sud-ouest. 
L'église Saint-Oscar est située dans le sud-est d'Östermalm, à l'intersection de Storgatan et de Narvavägen, près du musée historique de Stockholm. 
Narvavägen est, avec la Strandvägen toute proche, d'où l'église est également visible, est l'un des principaux boulevards de la ville, bordé de plusieurs palais résidentiels.
Construite sur un terrain étroit, l'église représente le style néo-gothique avec ses hautes tours hérissées. L'architecture et la composition asymétrique du bâtiment rappellent l'architecture des églises anglo-saxonnes traditionnelles.

## Intérieur
L'intérieur est décoré dans le style Art Nouveau.
L'église a bénéficié de plusieurs rénovations au cours des années 1900.
En 1921-1923, d'importantes modifications ont été apportées à l'intérieur, notamment de nouveaux vitraux conçus par Emanuel Vigeland, sous la direction de l'architecte Lars Israel Wahlman, connu pour avoir conçu l'église d'Engelbrekt. En 1954-1956, d'autres modifications ont été apportées à l'intérieur, entraînant des modifications du retable et la suppression de certaines décorations ornementales de la voute,,.
L'orgue de l'église est l'un des plus grands de Suède et compte 78 jeux. L'orgue a été construit par la société danoise Marcussen & Son en 1949.

## Galerie

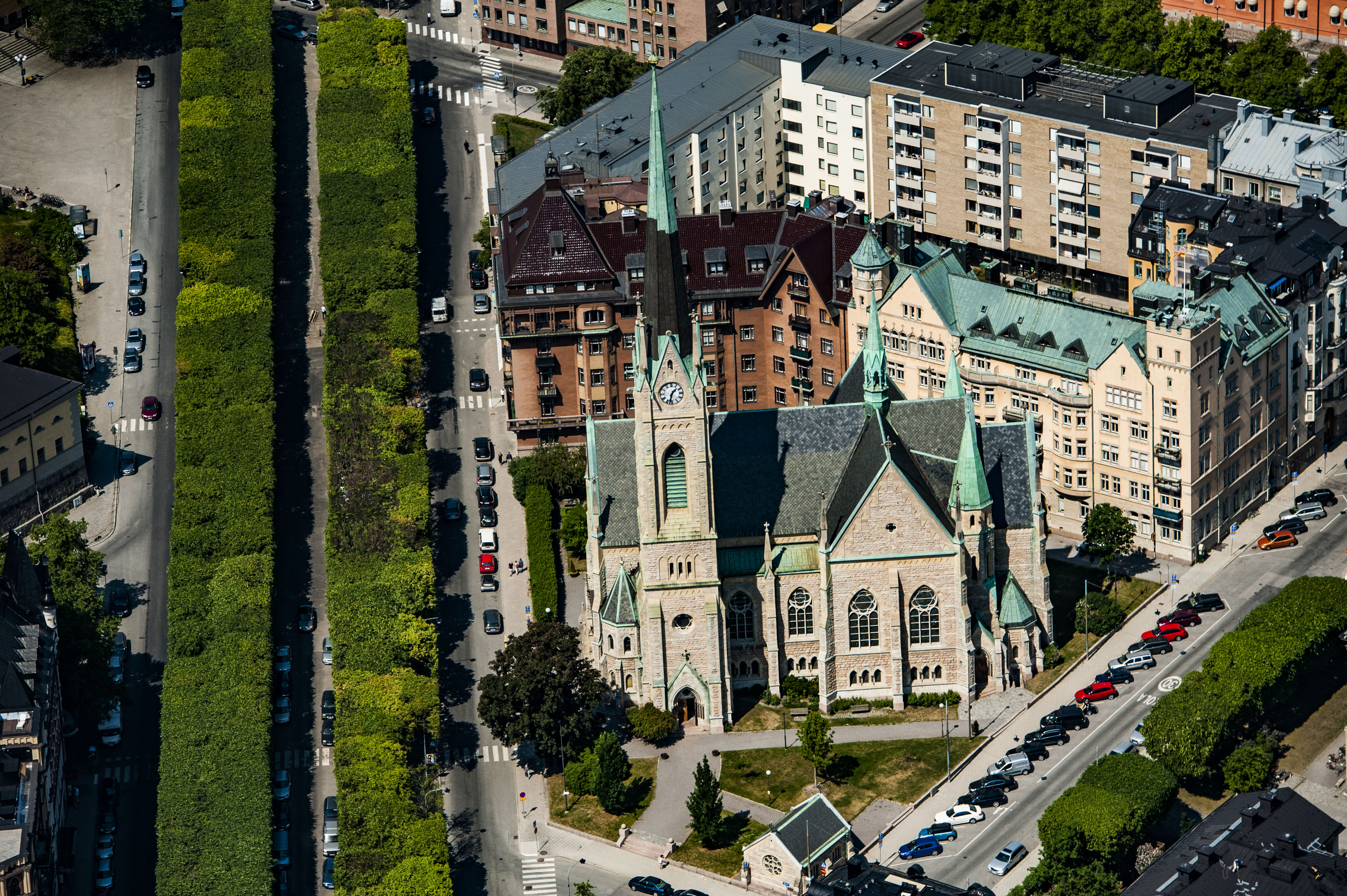
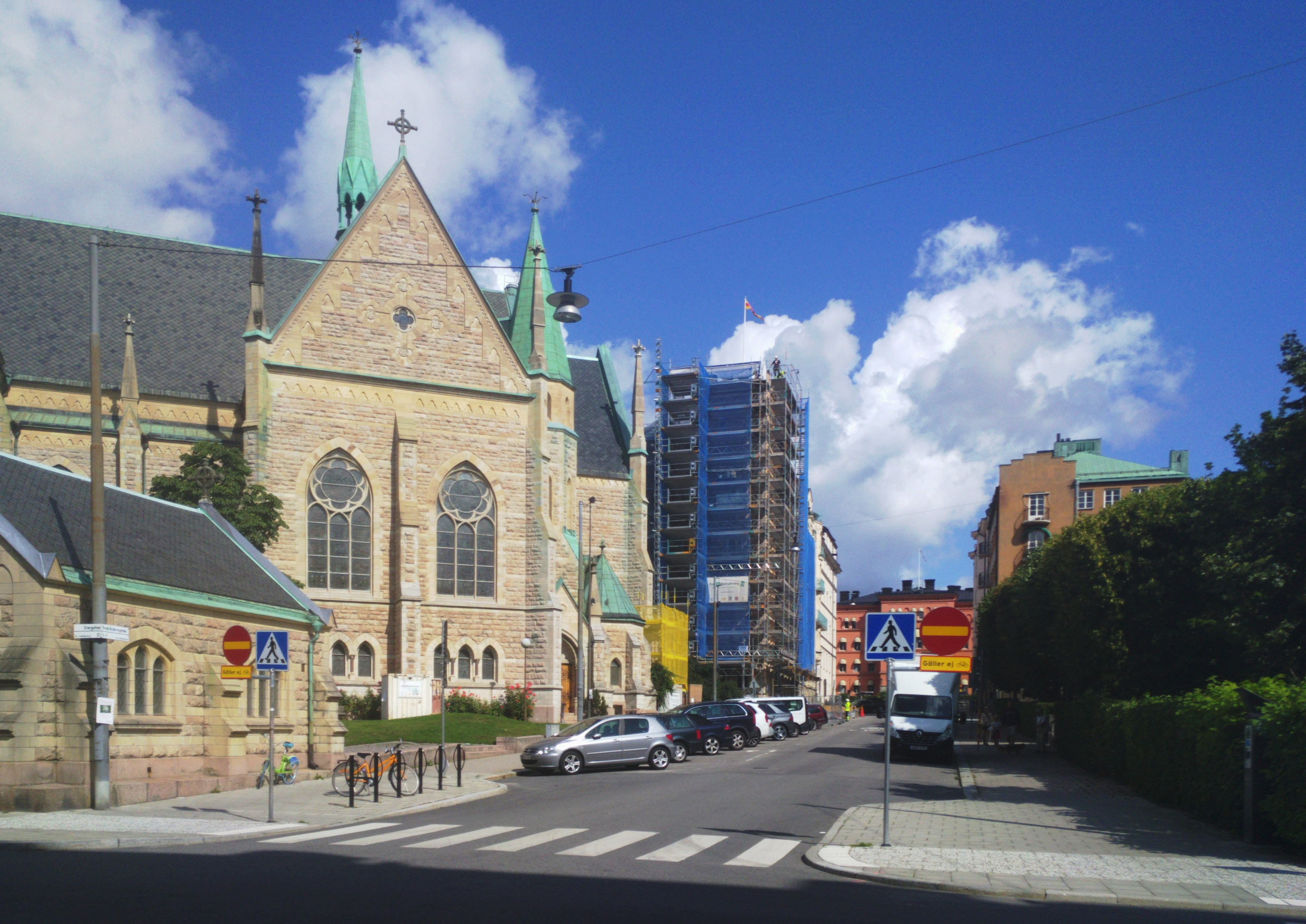
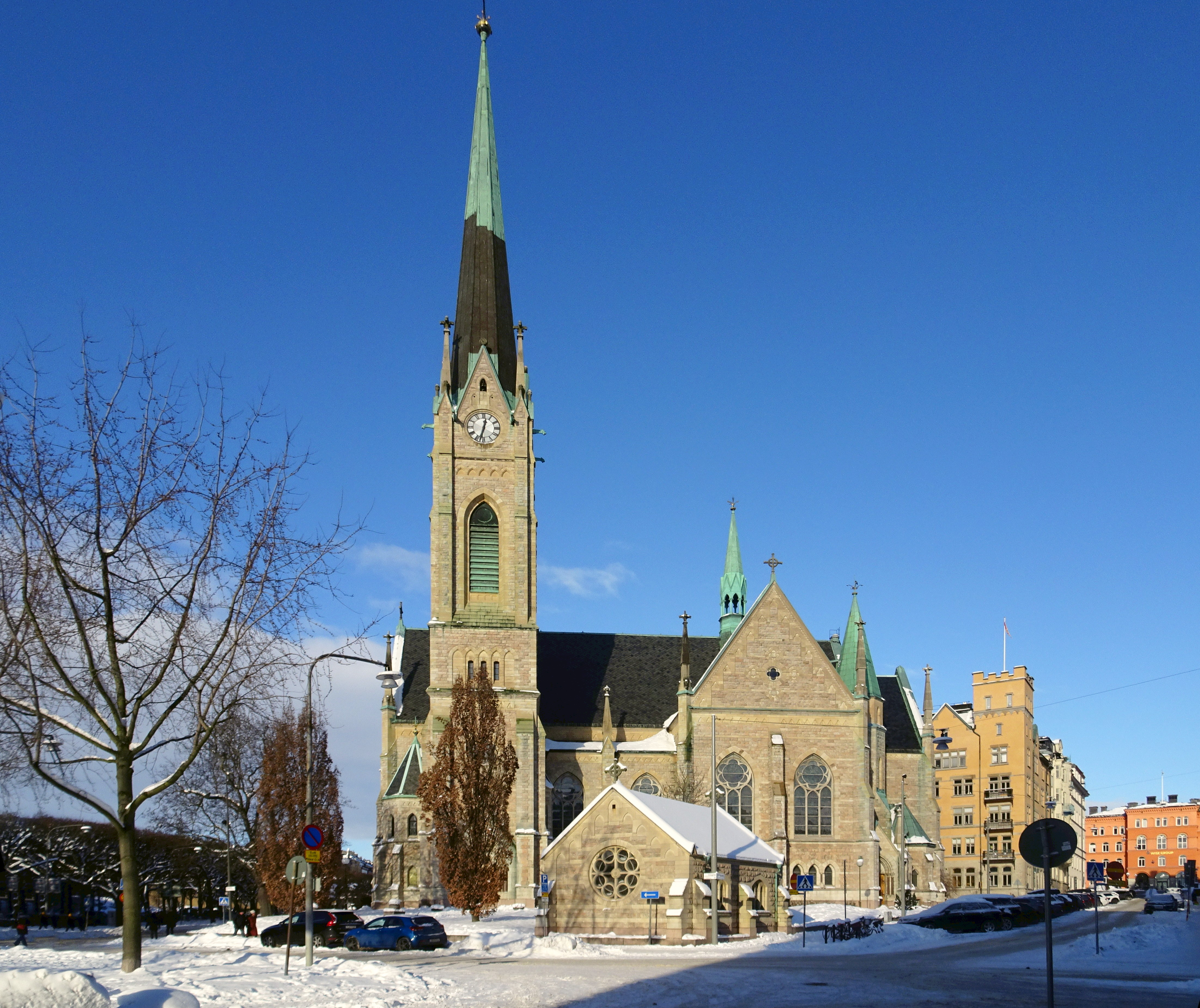

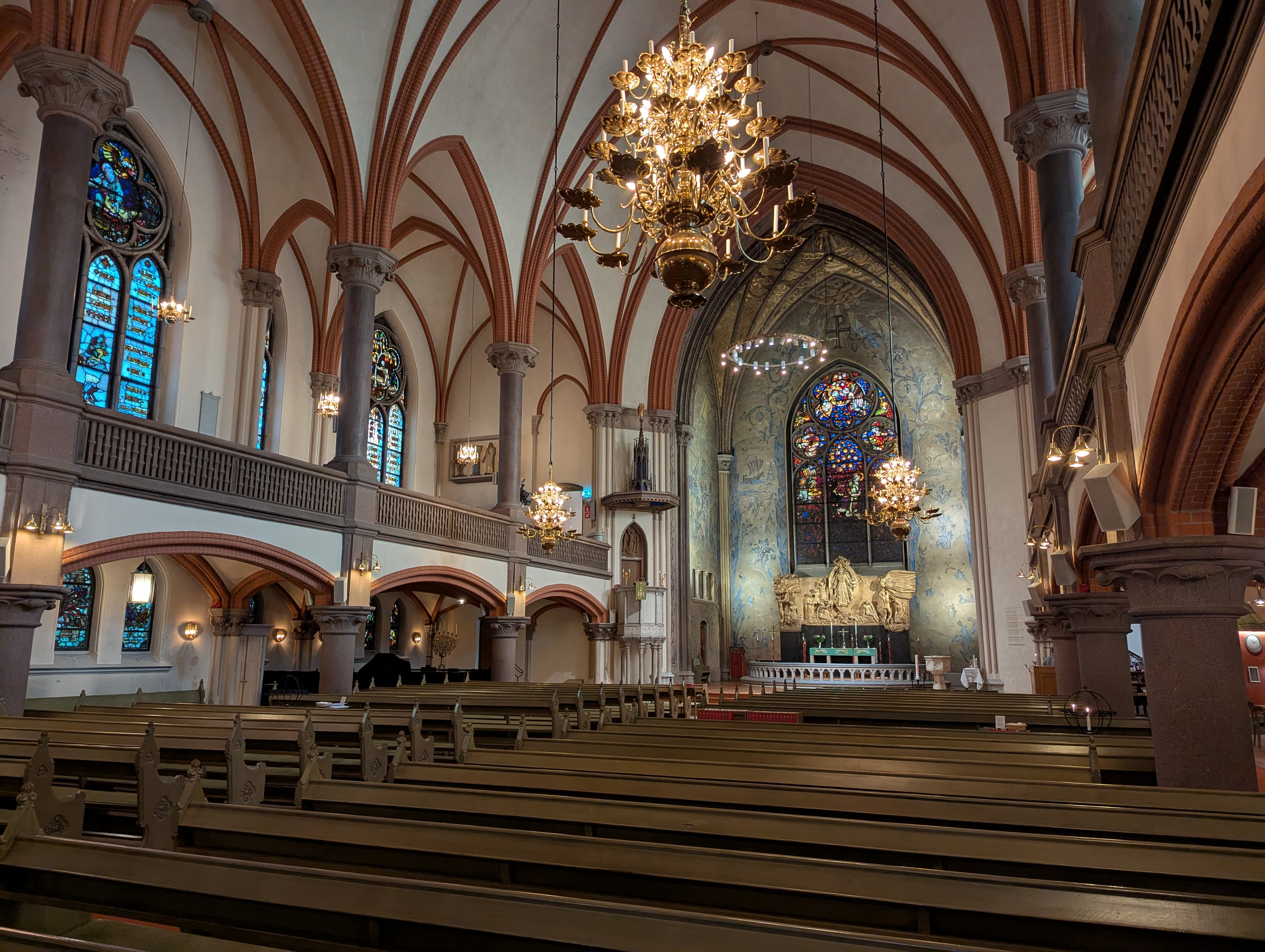
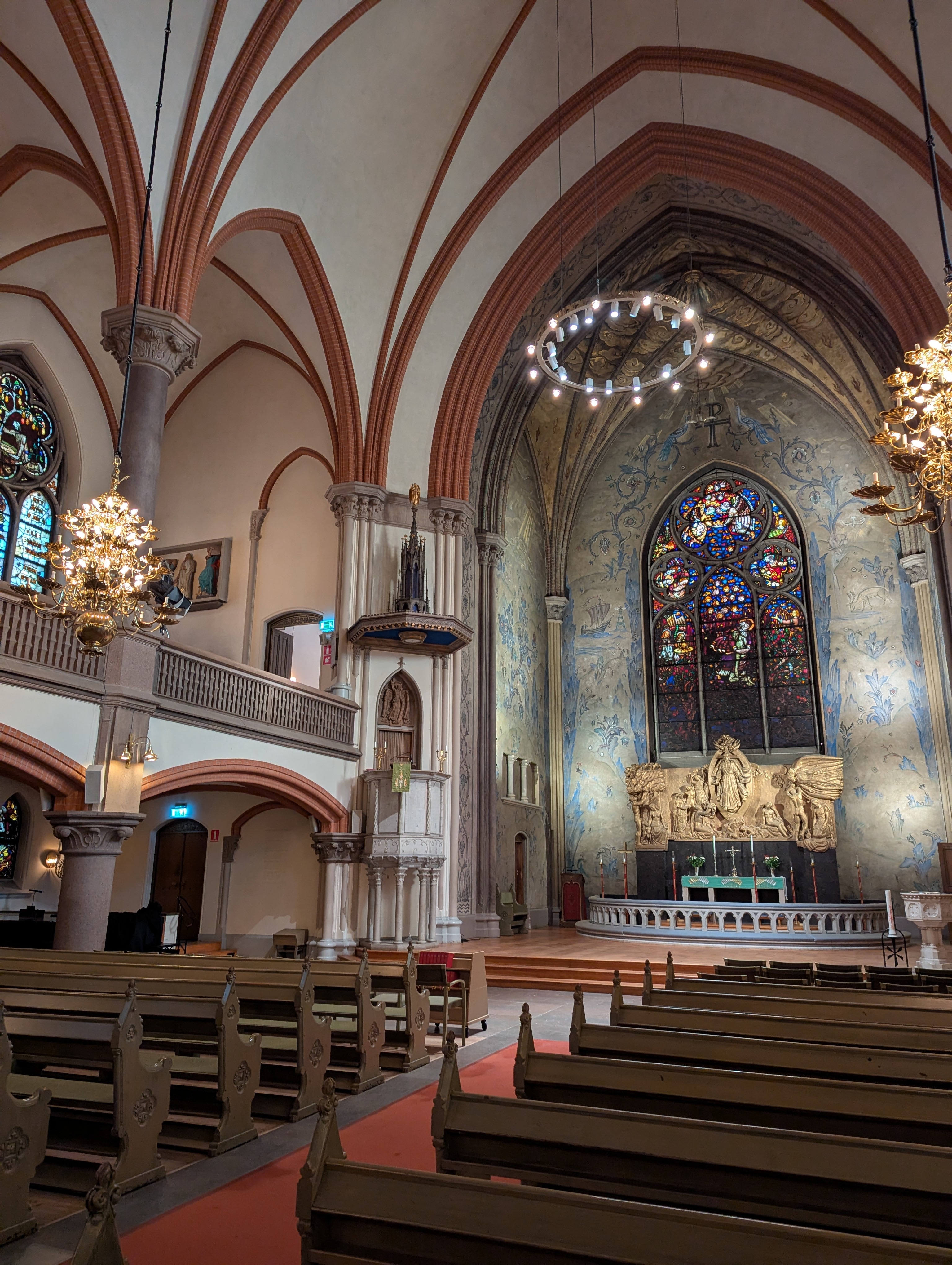
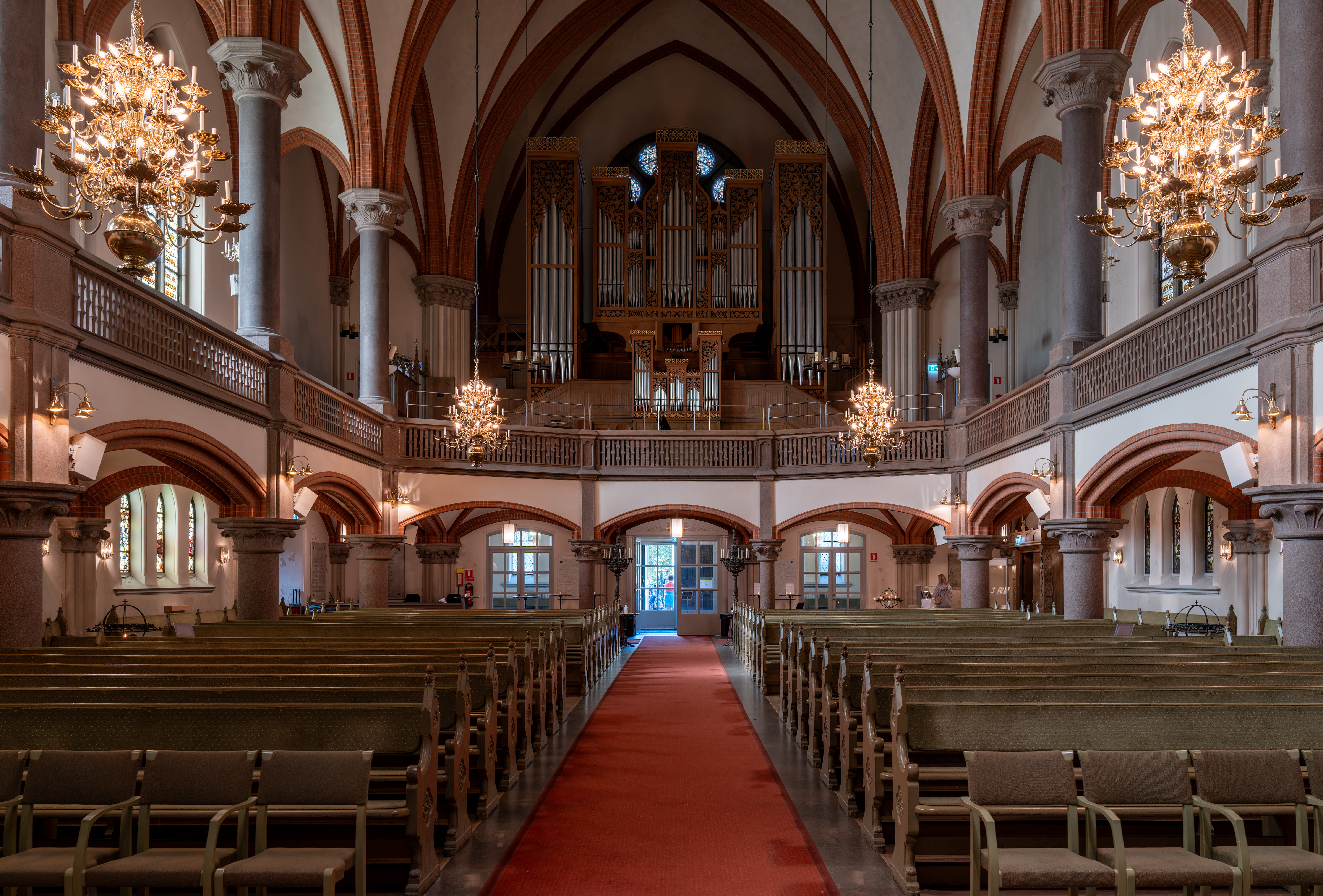
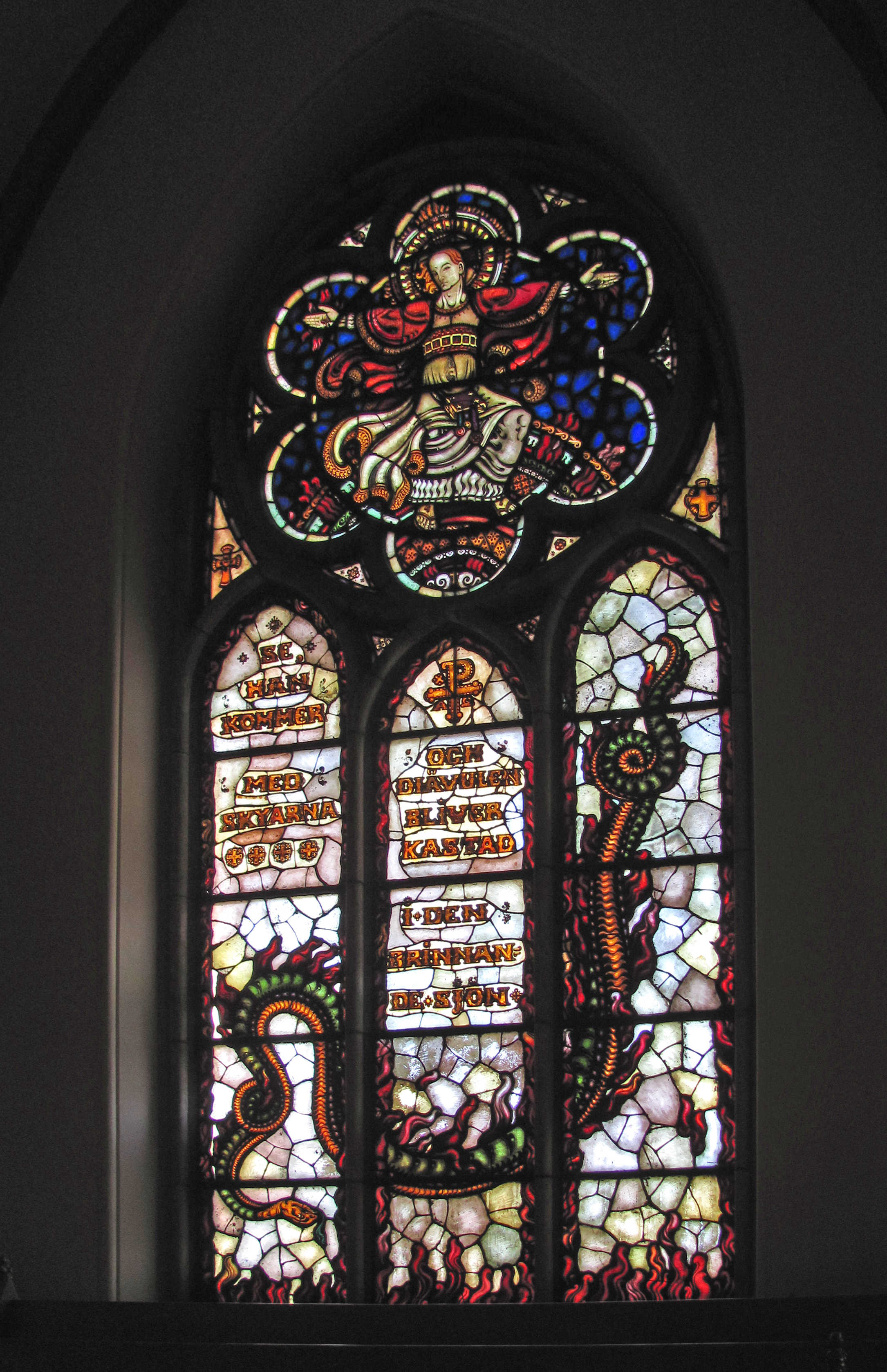